# Abies fargesii var. faxoniana
Abies fargesii var. faxoniana (Rehder & E.H.Wilson) Tang S.Liu, 1971, è una varietà naturale di A. fargesii appartenente alla famiglia delle Pinaceae, endemica delle zone di alta montagna del nord-ovest del Sichuan e del sud del Gansu, essenzialmente nella regione dei Monti Min, in Cina.

## Etimologia
Il nome generico Abies, utilizzato già dai latini, potrebbe, secondo un'interpretazione etimologica, derivare dalla parola greca ἄβιος = longevo. Il nome specifico fargesii fu assegnato in onore di Paul Guillaume Farges, botanico e missionario francese che fu il primo a collezionare la specie. L'epiteto faxoniana fu assegnato in onore di Charles Edward Faxon, illustre illustratore e botanico statunitense.

## Descrizione
Questa varietà differisce da A. fargesii per il colore marrone chiaro o grigio-marrone dei germogli del primo anno e per i rami principali glabri, con i ramoscelli laterali ricoperti da una densa pubescenza marrone.

### Portamento
Abete alto 20-40 m e fusto fino a 1,5 m di circonferenza, con rami principali che si sviluppano orizzontalmente e rami secondari leggermente solcati, con pubescenza rosso-marrone o grigia, in seguito gialla.

### Foglie
Sono aghi con punte arrotondate o a forma di freccia, lunghi 10-35 mm, quasi disposti in due file, con pagina superiore di color giallo-verde lucido, e pagina inferiore di color bianco-verde con stomi disposti su 8-14 linee. Le gemme sono ovoidali con apice ottuso, resinose, di color marrone-porpora e con un diametro di 8-9 mm.

### Fiori
Sono strobili maschili rossi, lunghi fino a 1 cm.

### Frutti
I coni femminili sono ovoidali o oblunghi, talvolta resinosi, lunghi 5-9 cm e larghi 3,5-4 cm, purpurei o blu-scuro. Le brattee sono esposte e relativamente snelle, talvolta a forma di spatola. I semi sono lunghi 13-20 mm, con nocciolo color marrone-porpora scuro e parte alata di colore nero o porpora.

### Corteccia
La corteccia, di color grigio scuro e glabra, con il trascorrere degli anni diviene solcata.

## Distribuzione e habitat
Cresce in alta montagna a quote di 3000-3600 m, prevalentemente su suoli podzolici, in un clima freddo e umido. Vegeta in foreste pure o in associazione con altre conifere come Picea purpurea, P. asperata, P. neoveitchii, P. brachythyla, Larix potaninii, Abies chensiensis, A. recurvata, Tsuga chinensis e Taxus chinensis; tra le caducifoglie, alcune specie dei generi Betula e Populus, mentre alle quote inferiori importanti sono Fagus engleriana e Davidia involucrata. Tra gli arbusti si annoverano specie dei generi Cotoneaster, Ribes, Spiraea, Rhododendron e Berberis.

## Usi
Il suo legno, nel passato, veniva sfruttato abbondantemente in edilizia, pratica vietata attualmente dalle leggi conservative promulgate dalle autorità cinesi.

## Conservazione
Lo sfruttamento intensivo del passato si stima che abbia provocato una riduzione della popolazione di circa il 30 % nelle ultime tre generazioni (150 anni); nonostante il bando della deforestazione, questa varietà è ancora sottoposta a rischi specifici, in particolare all'inquinamento industriale che provoca le piogge acide. Viene quindi classificata come specie vulnerabile nella Lista rossa IUCN.